# Pi Cephei
Pi Cephei (33 Cephei) é uma estrela tripla na direção da constelação de Cepheus. Possui uma ascensão reta de 23h 07m 53.84s e uma declinação de +75° 23′ 15.3″. Sua magnitude aparente é igual a 4.41. Considerando sua distância de 220 anos-luz em relação à Terra, sua magnitude absoluta é igual a 0.27. Pertence à classe espectral G2III.